# Maria Roggendorf
Maria Roggendorf è una frazione del comune austriaco di Wullersdorf.  È famosa per la presenza nel suo territorio del Santuario della Natività di Maria. 

## Monumenti e luoghi d'interesse
- Santuario della Natività di Maria. Antica cappella (1291), divenne nel XVII secolo un importante santuario, oggetto di pellegrinaggi; nel giugno del 1988 papa Giovanni Paolo II lo elevò alla dignità di basilica minore.[1]
- Abbazia cistercense di Marienfeld, eretta nel 1974
- Priorato benedettino di San Giuseppe